# 十楽寺 (甲賀市)
十楽寺（じゅうらくじ）は、滋賀県甲賀市土山町にある浄土宗の寺院。山号は清浄山。本尊は阿弥陀如来。本尊は甲賀三大仏の一つである。

## 歴史
文明18年（1486年）に天台宗の寂照法師によって創建されるが、天正年間（1573年 - 1593年）に織田信長と六角承禎との争いに巻き込まれて焼失する。
江戸時代の寛文元年（1661年）、浄土宗の広誉可厭によって再興され、本堂、庫裏、茶所が建てられる。甲賀三大仏の一つである本尊の丈六阿弥陀如来坐像は、本来他の浄土宗寺院に置かれるべく制作されたものであるがその寺院の本堂に入らなかったため、十楽寺に置かれることとなった。

## 境内
- 本堂
- 鐘楼
- 庫裏
- 山門

## 文化財

### 甲賀市指定有形文化財
- 木造阿弥陀如来坐像（平安時代後期）
- 木造十一面観音立像（平安時代）
- 木造摩耶夫人立像（室町時代） - 脇から釈迦如来が生まれている最中の木造像は非常に珍しく、法隆寺以外ではこの寺にしか無い。